# Naozhou Dao
Naozhou Dao är en ö i Kina. Den ligger i provinsen Guangdong, i den södra delen av landet, omkring 370 kilometer sydväst om provinshuvudstaden Guangzhou. Arean är 54 kvadratkilometer. Den sträcker sig 10,1 kilometer i nord-sydlig riktning, och 9,4 kilometer i öst-västlig riktning.
Genomsnittlig årsnederbörd är 2 236 millimeter. Den regnigaste månaden är juli, med i genomsnitt 350 mm nederbörd, och den torraste är januari, med 42 mm nederbörd.